# فرخنده زاغی
فرخنده زاغی (نام علمی: Cissopis leverianus) نام یک گونه از خانواده فرخنده است.